# それぞれの秋 (永田英二の曲)
「それぞれの秋」は、1974年8月21日にCBS・ソニーレコードから発売された八田英士の2枚目のシングルである。（トータル8枚目）

## 概要
『いわし雲』は2022年3月時点、未CD化。

## 収録曲
1. それぞれの秋 [3:17]
作詞：喜多条忠/作曲：浜圭介/編曲：高田弘
2. いわし雲 [3:22]
作詞：喜多条忠/作曲：浜圭介/編曲：宮川泰